# Marienhöhe (Berlin)
Die Marienhöhe ist eine 73 Meter hohe künstliche Erhebung in Berlin-Tempelhof inmitten des Straßendreiecks Attila-, Arnulf- und Röblingstraße.
Das hügelige Gelände, das früher meist mit Rau(h)e Berge oder Rauenberg bezeichnet wurde (vor 1900 mitunter auch „Signalberg“, in der ersten Hälfte des 20. Jahrhunderts auch „Krebsens Berge“, nach dem örtlichen Gastronom Krebs, in den 1930er Jahren auch „Filmberge“), gehört zu einer Grundmoräne aus der letzten Eiszeit. Dieses Hügelgelände hatte zwei Spitzen: 62 und 58 Meter hoch. Es ist nicht zu verwechseln mit den mehr als einen Kilometer entfernten „Steglitzer Fichtenbergen“ in Südende, manchmal ebenfalls „Rauhe Berge“ genannt.
Ende des 19. Jahrhunderts baute man hier am Fuß der Berge Sand und Kies ab; es entstanden bis zu 80 Meter tiefe Kiesgruben. Das Gelände gehörte zwischen den Weltkriegen zeitweise der National-Film GmbH und diente wegen seines hellen Sandes als Drehort für Monumentalfilme im Wüstenmilieu, wie z. B. Carl Peters (1941, mit Hans Albers). Nach übereinstimmenden Zeitzeugenberichten hat die Terra Film dort außerdem auch einen Film über Winnetou gedreht. Nach Beendigung des Kiesabbaus wurden die Gruben lange Zeit bereits vor 1945 als Mülldeponie genutzt. 
Nach dem Zweiten Weltkrieg ebnete man zwischen 1948 und 1951 die Müllkippe in den ehemaligen Kiesgruben vollends mit etwa 190.000 m³ Trümmerschutt zerstörter und abgerissener Häuser ein; außerdem wurden die beiden Hügelspitzen aufgeschüttet. So entstand ein nunmehr kegelförmiger Berg, insgesamt elf Meter höher. Als sich zeigte, dass nicht alle vorhandenen Trümmer aufgeschüttet werden konnten, wurden diese seit 1950 auch sechs Kilometer weiter südlich zur Marienfelder Höhe (heute Schlehenberg) gebracht.
Danach wurde der Berg im Rahmen von Notstandsarbeiten begrünt, und es entstand auch eine Rodelbahn. Die ehemaligen Kiesgruben sind noch in der tief liegenden Freilichtbühne erkennbar. Der Berg erhielt die offizielle Bezeichnung Marienhöhe (dieser Name ist schon 1890 für eine umliegende Villenkolonie nachweisbar) und wurde in einen Park integriert. Die Anlage wurde am 13. Juni 1954 in Anwesenheit von Bezirksbürgermeister Alfred Homeyer, Bezirksstadtrat Burgemeister und Rudolf Wissell feierlich eröffnet, geplant wurde sie vom Tempelhofer Gartenbaudirektor Bernhard Kynast und bezahlt aus Mitteln des GARIOA-Fonds.
Im Park befindet sich neben der Freilichtbühne, der Rodelbahn und einem geräumigen Spielplatz ein auf Antrag der Berliner CDU 1954 am Gipfel aufgestellter großer Findling, der als Denkmal an die Opfer von Krieg und Unterdrückung erinnern soll. Die in roten Versalien gravierte Inschrift lautet:

„Denen –
die nicht zurückkehrten
die ihre Heimat verloren
die noch in Knechtschaft leben“

In den 1960er und 1970er Jahren wurden hier traditionell zum Jahrestag des Aufstandes vom 17. Juni 1953 Mahnfeuer angezündet.
Knapp unterhalb des Gipfels liegt das 1985 exakt in der früheren Lage errichtete Denkmal für den infolge des Kiesabbaus zerstörten Trigonometrischen Punkt Rauenberg. 

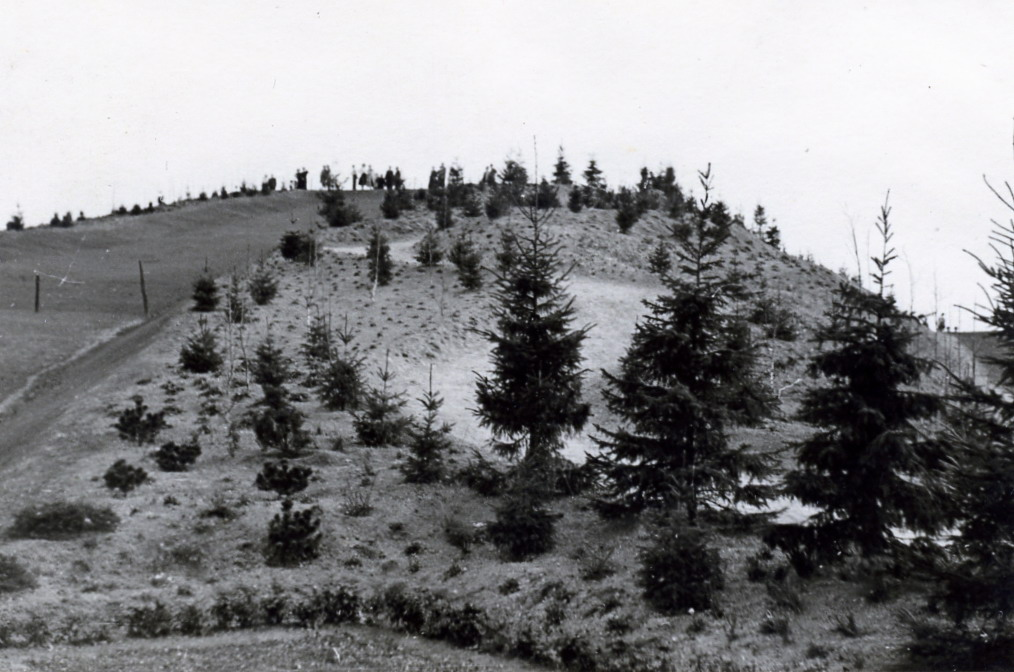
Die Marienhöhe 1952
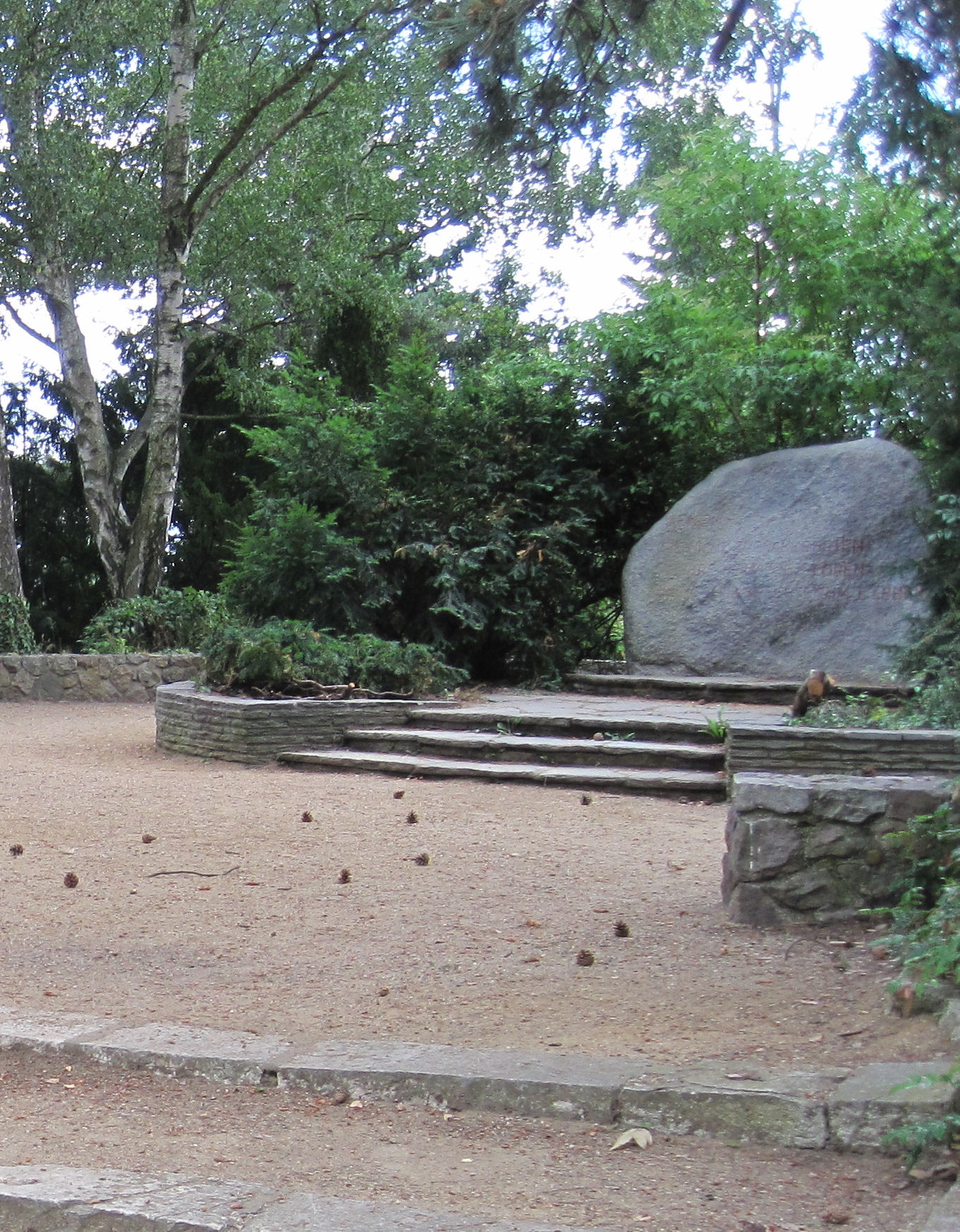
Auf dem Gipfel der Marienhöhe: Das Denkmal zur Erinnerung an die Opfer von Krieg und Unterdrückung.
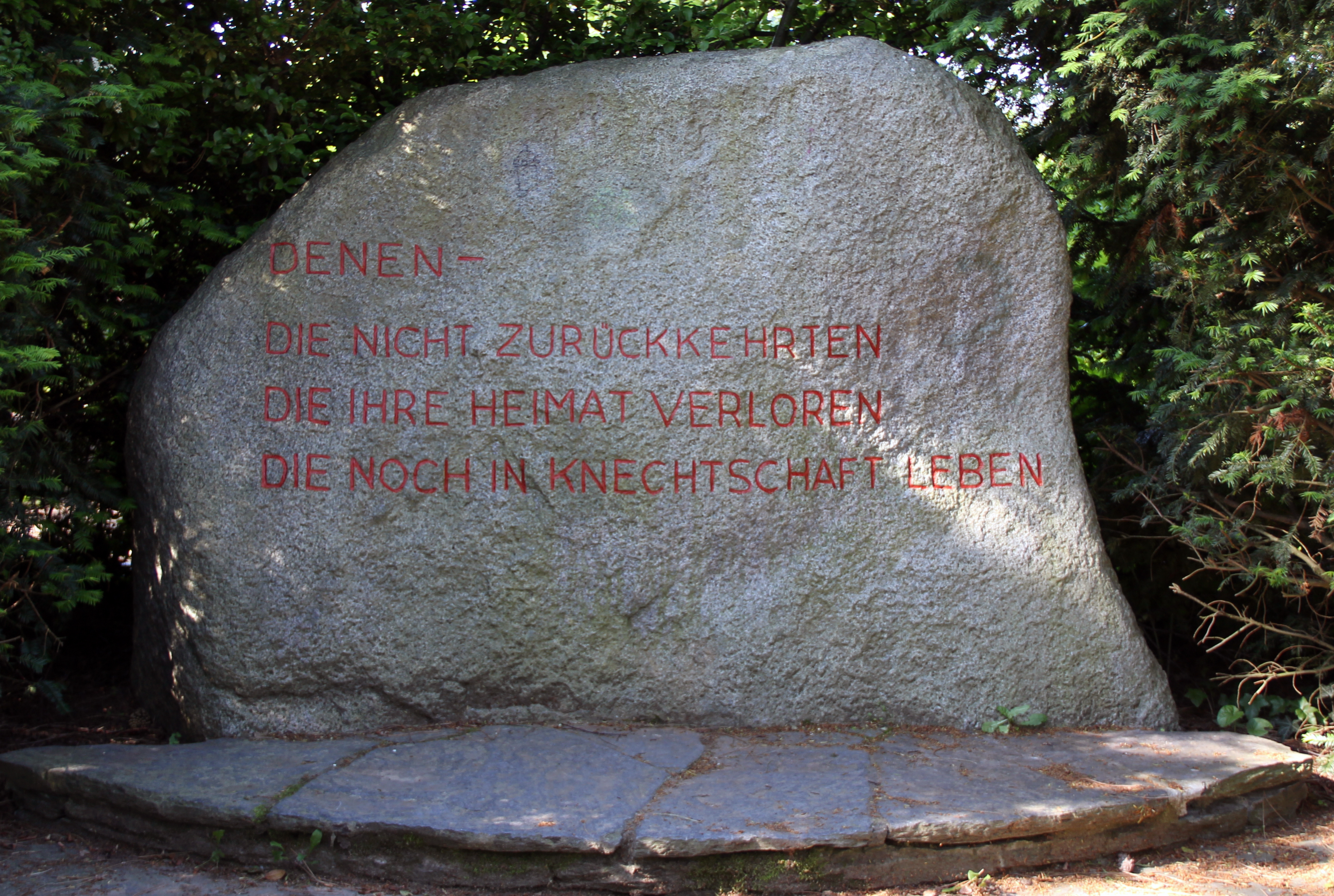
Gedenkstein, Opfer von Krieg und Unterdrückung
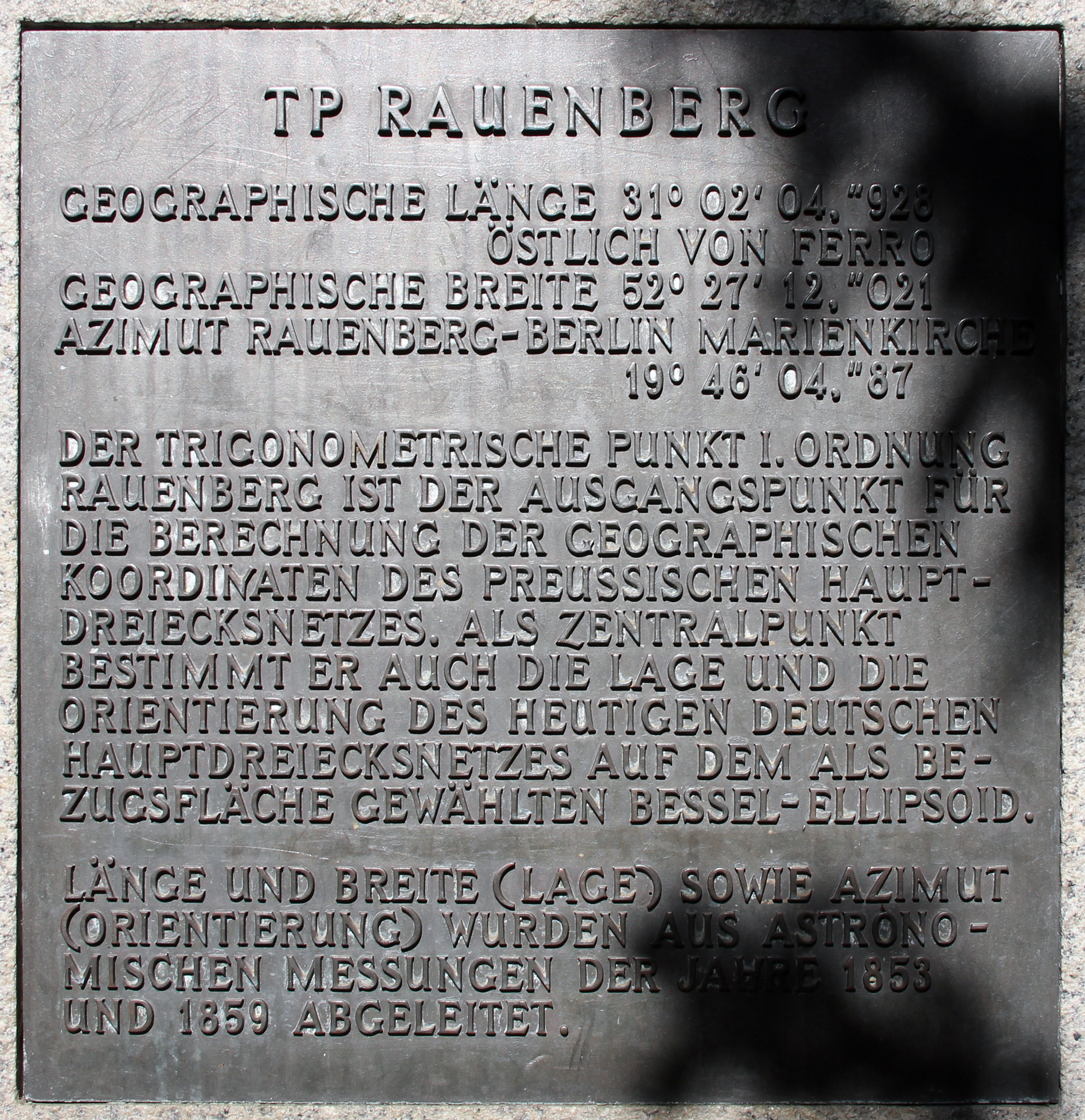
Gedenktafel, Trigonometrischer Punkt Rauenberg
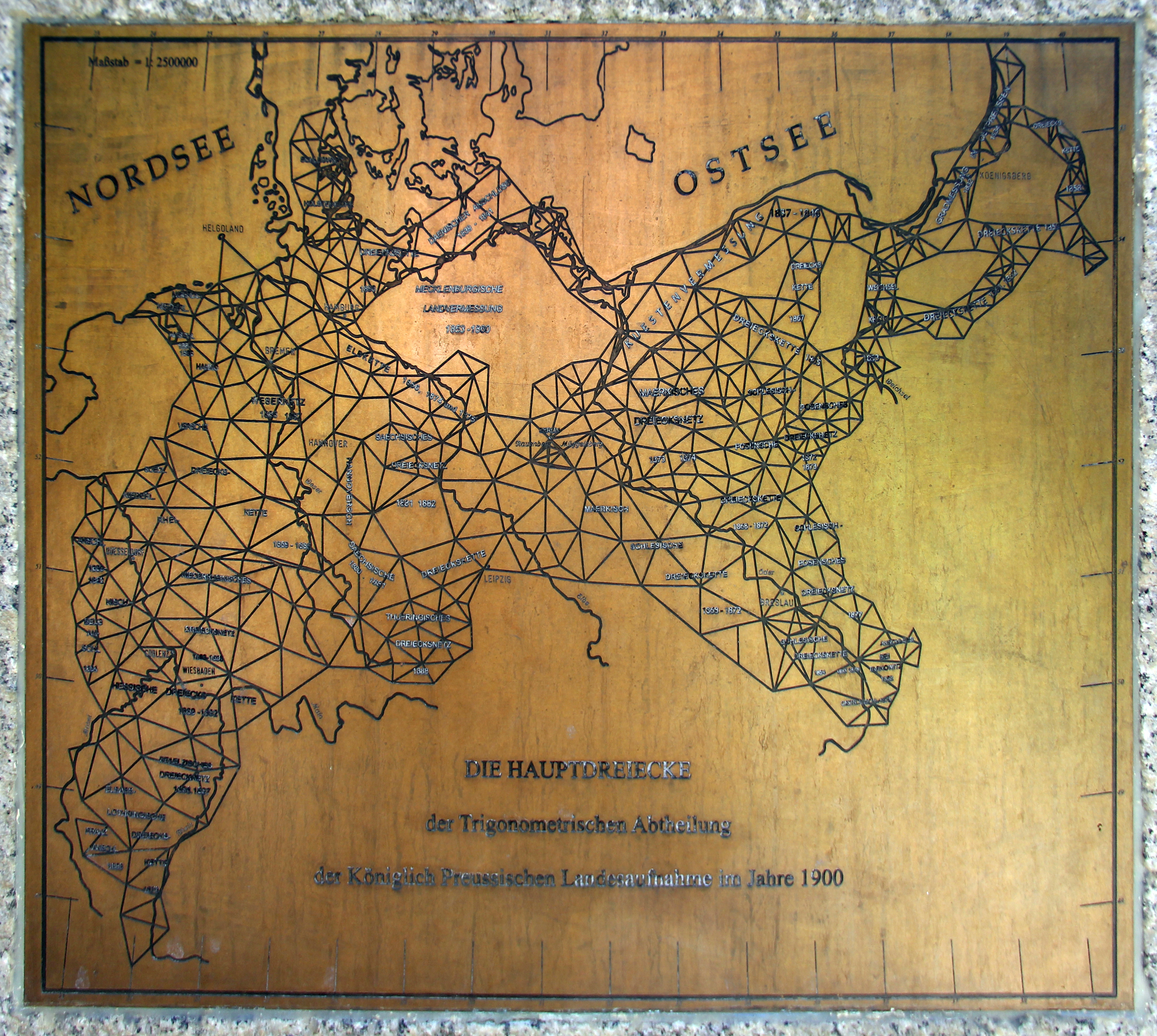
Gedenktafel, Trigonometrischer Punkt Rauenberg

Derzeit sind die drei Zugänge zum Trigonometrischen Punkt Rauenberg und dem Denkmal zur Erinnerung an die Opfer von Krieg und Unterdrückung seit dem Herbst 2017 wegen Unterspülungen durch starke Regenfälle aus Verkehrssicherungsgründen gesperrt, eine Sanierung der als Gartendenkmal geschützten Grünanlage Marienhöhe ist erst für die Jahre 2020 und 2021 vorgesehen.